# Vemir-Sapor
Vemir-Sapor (em persa médio: Vehmihr-Shapur; m. 442) foi governador (marzobã) da Armênia entre 428, ano da abolição da dinastia reinante, e 442. Foi o primeiro a ocupar essa posição em nome dos xás do Império Sassânida. Esteve ativo no reinado dos xás Vararanes V (r. 420–438) e Isdigerdes II (r. 438–457)

## Nome
O nome Xapur (Šapur) combina as palavras šāh (rei) pūr (filho), significando literalmente "filho do rei". Seu nome foi utilizado por vários reis e notáveis durante o Império Sassânida e além e deriva do persa antigo Quexaiatia.putra (*xšayaθiya.puθra). Pode ter sido um título, mas ao menos desde as últimas décadas do século II tornou-se um nome próprio. Foi registrado em parta (𐭔𐭇𐭉𐭐𐭅𐭇𐭓, šḥypwḥr) e persa médio (𐭱𐭧𐭯𐭥𐭧𐭥𐭩, šhpwr-y) como Xapur, em pálavi maniqueísta como Xabur (em parta: 𐫢𐫀𐫁𐫇𐫍𐫡, Š’bwhr), no livro pálavi como Xapur (šhpwhl), em armênio como Xapu (Շապուհ, Šapuh) e Xapur (Շապուրհ, Šapurh), em siríaco como Xabor (ܫܒܘܪ, Šāḇōr), em sogdiano como Xapur (š’p(‘)wr), em grego como Sapores (Σαπώρης, Sapṓrēs), Sabur (Σαβούρ, Saboúr) e Sabor (Σαβόρ, Sabór), em latim como Sapores e Sapor, em árabe como Assabur (الصبور, al-Sābūr) e em persa novo como Xapur (شاپور / شاه پور, Šāpur / Šāhpur), Xafur (شاهفور, Šahfur), etc.

## Vida

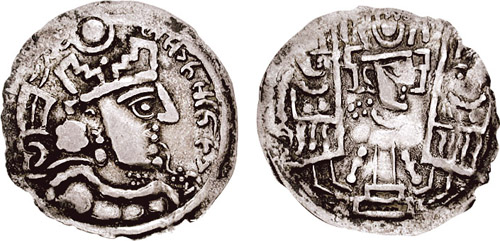
Dracma de r.

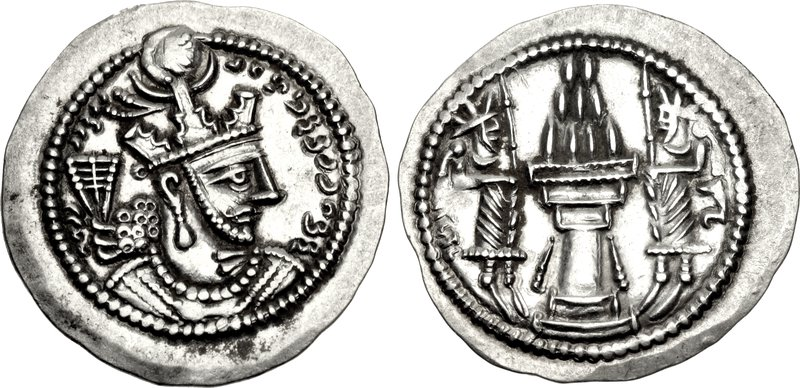
Dracma de r.

Em 428, os nacarares da Armênia peticionaram ao xá Vararanes V (r. 420–438) para que destronasse o rei Artaxias IV (r. 422–428) e abolisse a dinastia arsácida. Para governar o país, o xá nomeia Vemir-Sapor como marzobã e confiou a tenência real ao armênio Vaanes II. Outros nobres armênios têm posição importante no país, como Arsabero II, Isaque II, Vasaces I, Vardanes II e Nersapor.
Durante o período, Vararanes quis que a Igreja da Armênia fosse anexada à Igreja do Oriente, pois era a única Igreja cristã aceita no Império Sassânida e porque a anexação removeria a Igreja da Armênia da influência do Império Bizantino. Para isso, para substituir o católico Isaque I, o Grande, deposto ao mesmo tempo que Artaxias, Vararanes nomeou em 428 o armênio iranófilo Sormaco, que ele depôs em 429 para nomear o cristão siríaco da Pérsia, Barcísio. Barcísio foi deposto em 432 e substituído por Isaque, que assumiu os poderes espirituais, e Samuel, o Sírio, que assumiu os poderes temporais. Com a morte de Samuel em 437, Sormaco novamente se tornou católico.
Isaque, por sua vez, foi à corte sassânida de Ctesifonte e obteve a libertação dos reféns armênios, seus netos Vardanes e Gazavão. Isaque falece em 439, seguido em 440 por seu colaborador Mesrobes Mastósio, o inventor do alfabeto armênio. Vemir-Sapor morre em 442, após uma administração considerada justa e liberal. Ele conseguiu manter a ordem sem ferir o sentimento nacional de frente. Vasaces I substituiu-o como marzobã.